# Lawson
Lawson (ローソン Rōson?) es una cadena multinacional de tiendas de conveniencia con sede en Tokio (Japón). Está especializada en la venta minorista de artículos básicos de alimentación, droguería y prensa.
Con más de 11 000 establecimientos en Japón, es la tercera cadena de tiendas de conveniencia más grande del país, por detrás de 7-Eleven y FamilyMart. Además está presente en China, Indonesia y Hawái (Estados Unidos). Es una empresa subsidiaria de Lawson, Inc., actualmente controlada por el grupo Mitsubishi.

## Historia
El origen de Lawson es una compañía de Estados Unidos que actualmente no existe. En 1939, el empresario lácteo J. J. Lawson abrió una tienda de conveniencia cerca de su granja en Cuyahoga Falls (Ohio) para vender su leche. La compañía creció en todo el estado y en 1959 la multinacional Consolidated Foods se hizo con el negocio. La marca Lawson existió en EE. UU. hasta 1985, cuando todos los locales fueron renombrados como Dairy Mart, y en 2002 fue adquirida por el grupo quebequés Alimentation Couche-Tard para convertirlos en Circle K.
De forma paralela, Consolidated Foods había firmado en 1974 un acuerdo en Japón con el grupo Daiei para abrir las primeras franquicias de Lawson. El 15 de abril de 1975 se estableció Daiei Lawson Co., Ltd., firma subsidiaria de Daiei, y el 14 de junio se inauguró la primera tienda en Toyonaka, Osaka. En 1979, el grupo cambió su nombre oficial por Lawson Japan, Inc. y, ya como empresa independiente, mantuvo la marca Lawson tras el cambio de nombre en EE. UU. Daiei controló la compañía hasta 2001, cuando vendió todas sus acciones al grupo Mitsubishi.

## Tiendas y productos

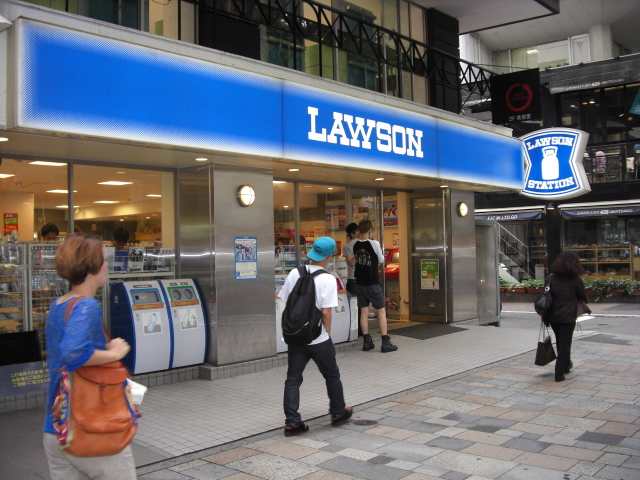
Establecimiento de Lawson en Tokio.

Lawson tiene más de 11 000 tiendas en cinco países, casi todas ellas en Japón. A través de un régimen de franquicia controlado por Lawson, Inc., se tratan de tiendas de conveniencia pequeñas que venden artículos de alimentación, comida para llevar, bebidas, droguería y prensa. La cadena cuenta con su propia línea de marca blanca.
La cifra de establecimientos recoge tanto la marca principal como los distintos formatos, entre ellos Natural Lawson, especializada en productos naturales, y Lawson Store 100, con productos de proximidad.
Su expansión internacional comenzó en 1996, con la apertura del primer negocio en China, y en 2012 llegó a la República de Indonesia. También abrió ese mismo año dos tiendas en Hawái (Estados Unidos), llamadas Lawson Station, que están enfocadas a los turistas nipones. El resto de sus mercados son Tailandia (2013) y Filipinas (2015).